# Jennifer McFalls
Jennifer McFalls, född den 10 november 1971 i Arlington, Texas, är en amerikansk softbollspelare.
Hon tog OS-guld i samband med de olympiska softboll-turneringarna 2000 i Sydney.